# Pro Patria et Libertate Sezione Calcio 1986-1987
Questa pagina raccoglie le informazioni riguardanti la Pro Patria et Libertate nelle competizioni ufficiali della stagione 1986-1987.

## Stagione
Nella stagione 1986-1987 la Pro Patria disputa il girone B del campionato di Serie C2. Ottiene la nona posizione con 34 punti. Sulla panca viene riconfermato mister Roberto Melgrati. La squadra bustocca, anche per questa stagione, viene profondamente rinnovata e ringiovanita nei ranghi. In Coppa Italia di Serie C la Pro Patria, prima del campionato, vince con 10 punti l'ottavo girone di qualificazione, ma viene superata per peggior differenza reti dal Novara, che passa a disputare i sedicesimi di finale. In campionato la partenza è lenta, contrassegnata da molti pareggi e poche vittorie. Il 1987 si apre con le dimissioni del presidente Bruno Fusari, che viene avvicendato nella carica da Luigi Crespi. Nel mese di marzo viene esonerato il tecnico e sostituito dall'ex difensore milanista Mario Trebbi. La Pro Patria si rimette in carreggiata e alla fine chiude le fatiche del campionato con il nono posto. Protagonista della stagione bustocca il centrocampista Davide Onorini autore di 9 reti, 2 in Coppa Italia e 7 in campionato.

## Rosa
| N. |                   | Ruolo | Calciatore          |
| -- | ----------------- | ----- | ------------------- |
|    | Italia (bandiera) | C     | Roberto Borroni     |
|    | Italia (bandiera) |       | Buccheri            |
|    | Italia (bandiera) | C     | Giovanni Canestrale |
|    | Italia (bandiera) | C     | Fausto Carnio       |
|    | Italia (bandiera) | C     | Giorgio Casalino    |
|    | Italia (bandiera) | C     | Alfonso Di Marco    |
|    | Italia (bandiera) | P     | Antonio Gambino     |
|    | Italia (bandiera) | C     | Marcello Grandi     |
|    | Italia (bandiera) | P     | Giancarlo Mariotti  |
|    | Italia (bandiera) | C     | Davide Onorini      |
|    | Italia (bandiera) | D     | Maurizio Paleari    |

| N. |                   | Ruolo | Calciatore           |
| -- | ----------------- | ----- | -------------------- |
|    | Italia (bandiera) | A     | Emilio Pessina       |
|    | Italia (bandiera) | D     | Francesco Picco      |
|    | Italia (bandiera) | A     | Antonio Pistis       |
|    | Italia (bandiera) | D     | Vittorio Pocorobba   |
|    | Italia (bandiera) | C     | Guido Ponti          |
|    | Italia (bandiera) | D     | Stefano Renzi        |
|    | Italia (bandiera) | A     | Mario Rossini        |
|    | Italia (bandiera) | C     | Ernesto Scala        |
|    | Italia (bandiera) | C     | Mario Stefanelli     |
|    | Italia (bandiera) | D     | Massimiliano Tumiati |
|    | Italia (bandiera) | A     | Nicola Zagaria       |

## Risultati

### Campionato

#### Girone di andata
| Arbitro: | Trinchieri (Roma) |

|             |           |               |
| Mastini 44’ | Marcatori | 30’ Pocorobba |

| Arbitro: | Zucchini (Bologna) |

|             |           |                       |
| Borroni 30’ | Marcatori | 61’ (rig.) Di Stefano |

| Pavia 5 ottobre 1986 3ª giornata | Pavia               | 0 – 0 | Pro Patria | Stadio Comunale\| Arbitro: \| Squadrito (Catania) \| |
| Arbitro:                         | Squadrito (Catania) |       |            |                                                      |

| Arbitro: | Scardia (Lecce) |

|              |           |             |
| Casalino 33’ | Marcatori | 88’ Defendi |

| Arbitro: | Rungger (Bolzano) |

|                              |           |  |
| Rugginenti 6’ N. Ferrari 60’ | Marcatori |  |

| Busto Arsizio 26 ottobre 1986 6ª giornata | Pro Patria          | 0 – 0 | Montebelluna | Stadio Carlo Speroni\| Arbitro: \| Costamagna (Torino) \| |
| Arbitro:                                  | Costamagna (Torino) |       |              |                                                           |

| Arbitro: | Arena (Ercolano) |

|                               |           |                         |
| Dorigo 9’ Gradella 40’ (rig.) | Marcatori | 15’ (rig.), 29’ Onorini |

| Arbitro: | Borghesi (Rimini) |

|              |           |  |
| Zuccheri 21’ | Marcatori |  |

| Busto Arsizio 16 novembre 1986 9ª giornata | Pro Patria         | 0 – 0 | Ospitaletto | Stadio Carlo Speroni\| Arbitro: \| Di Savino (Foggia) \| |
| Arbitro:                                   | Di Savino (Foggia) |       |             |                                                          |

| Arbitro: | Cernigliano (Trapani) |

|                     |           |             |
| Fornò 40’ Folli 52’ | Marcatori | 82’ Pessina |

| Arbitro: | Copercini (Parma) |

|                |           |  |
| Stefanelli 17’ | Marcatori |  |

| Arbitro: | Cirotti (Roma) |

|  |           |                          |
|  | Marcatori | 18’ Onorini 90’ Di Marco |

| Arbitro: | Magliulo (Torre Annunziata) |

|  |           |                             |
|  | Marcatori | 4’ Bernardini 75’ Venturato |

| Varese 21 dicembre 1986 14ª giornata | Varese            | 0 – 0 | Pro Patria | Stadio Franco Ossola\| Arbitro: \| Girotti (Bologna) \| |
| Arbitro:                             | Girotti (Bologna) |       |            |                                                         |

| Arbitro: | Destro (Novi Ligure) |

|                                   |           |  |
| Rossini 11’ Pessina 14’ Ponti 83’ | Marcatori |  |

| Arbitro: | Copercini (Parma) |

|          |           |  |
| Aimo 65’ | Marcatori |  |

| Arbitro: | Costamagna (Torino) |

|  |           |           |
|  | Marcatori | 30’ Galli |

#### Girone di ritorno
| Busto Arsizio 25 gennaio 1987 18ª giornata | Pro Patria    | 0 – 0 | Venezia | Stadio Carlo Speroni\| Arbitro: \| Bonci (Siena) \| |
| Arbitro:                                   | Bonci (Siena) |       |         |                                                     |

| Arbitro: | Dionisi (L'Aquila) |

|  |           |                |
|  | Marcatori | 60’ Stefanelli |

| Arbitro: | Rosica (Roma) |

|                                |           |                           |
| Borroni 14’ Onorini 74’ (rig.) | Marcatori | 32’ Rambaudi 51’ Correnti |

| Arbitro: | Borghesi (Rimini) |

|              |           |  |
| Marinoni 79’ | Marcatori |  |

| Arbitro: | Raucci (Ercolano) |

|             |           |            |
| Onorini 49’ | Marcatori | 62’ Lunghi |

| Arbitro: | Forte (Aosta) |

|             |           |             |
| Ramella 35’ | Marcatori | 71’ Onorini |

| Busto Arsizio 8 marzo 1987 24ª giornata | Pro Patria      | 0 – 0 | Pievigina | Stadio Carlo Speroni\| Arbitro: \| Marchi (Padova) \| |
| Arbitro:                                | Marchi (Padova) |       |           |                                                       |

| Arbitro: | Salerno (Acireale) |

|            |           |          |
| Pessina 5’ | Marcatori | 29’ Gava |

| Arbitro: | Zebellin (Bassano del Grappa) |

|             |           |             |
| Gilardi 46’ | Marcatori | 13’ Borroni |

| Arbitro: | Copercini (Parma) |

|             |           |           |
| Casalino 5’ | Marcatori | 40’ Folli |

| Arbitro: | Piana (Modena) |

|            |           |  |
| Zobbio 86’ | Marcatori |  |

| Arbitro: | Trinchieri (Roma) |

|                    |           |  |
| Onorini 37’ (rig.) | Marcatori |  |

| Castelfranco Veneto 3 maggio 1987 30ª giornata | Giorgione             | 0 – 0 | Pro Patria | Stadio Giuseppe Ostani\| Arbitro: \| Capogreco (Catanzaro) \| |
| Arbitro:                                       | Capogreco (Catanzaro) |       |            |                                                               |

| Arbitro: | Rungger (Bolzano) |

|                  |           |  |
| Carnio 3’ (rig.) | Marcatori |  |

| Arbitro: | Puglisi (Messina) |

|              |           |                                           |
| Andreoni 63’ | Marcatori | 24’ Pistis 27’ Pessina 45’ (aut.) Melgari |

| Arbitro: | Scardia (Lecce) |

|                                               |           |                         |
| Pocorobba 18’ Mantovani 49’ (aut.) Grandi 64’ | Marcatori | 59’ Buffone 89’ Marcato |

| Verona 7 giugno 1987 34ª giornata | Chievo            | 0 – 0 | Pro Patria | Stadio Marcantonio Bentegodi\| Arbitro: \| Raucci (Ercolano) \| |
| Arbitro:                          | Raucci (Ercolano) |       |            |                                                                 |

### Coppa Italia

#### Ottavo girone
| Arbitro: | Da Ros (Treviso) |

|                                    |           |                                                              |
| Solimeno 15’ (rig.), 63’ Leone 24’ | Marcatori | 21’ (aut.) Longo 53’ (aut.) Tumelero 55’ Pistis 69’ Casalino |

| Arbitro: | Forte (Aosta) |

|                   |           |  |
| Pietta 78’ (aut.) | Marcatori |  |

| Arbitro: | Lombardi (La Spezia) |

|              |           |  |
| Balacich 39’ | Marcatori |  |

| Arbitro: | Sanguineti (Chiavari) |

|             |           |  |
| Borroni 30’ | Marcatori |  |

| Arbitro: | Rungger (Bolzano) |

|               |           |             |
| Grosselli 69’ | Marcatori | 14’ Onorini |

| Arbitro: | Mazzetti (Firenze) |

|                    |           |  |
| Onorini 55’ (rig.) | Marcatori |  |